# Шварц, Вячеслав Григорьевич

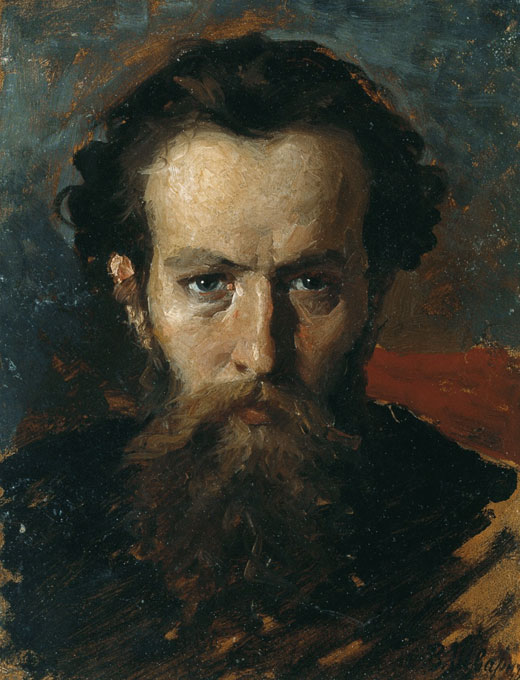
Автопортрет

Вячесла́в Григо́рьевич Шварц (Швартц; 22 сентября [4 октября] 1838, Курск — 29 марта [10 апреля] 1869, Курск) — русский живописец, академик, почётный вольный общник Императорской Академии художеств, основоположник историко-бытового жанра в русской живописи.
Родился в семье военного, отец — участник Отечественной войны 1812 года, генерал-лейтенант Григорий Ефимович Шварц, начальник Джаро-Белоканского военного округа; мать — Наталья Павловна, урождённая Яковлева, младший брат — Евгений Григорьевич Шварц (1843—1932), земский деятель, коллекционер.

## Биография
Родился 22 сентября 1838 года в городе Курске и детские годы своей жизни провел на Кавказе, где отец его, генерал-лейтенант Григорий Ефимович Шварц, предки которого были датчане, был начальником Джаро-Белоканского военного округа и лезгинской кордонной линии.

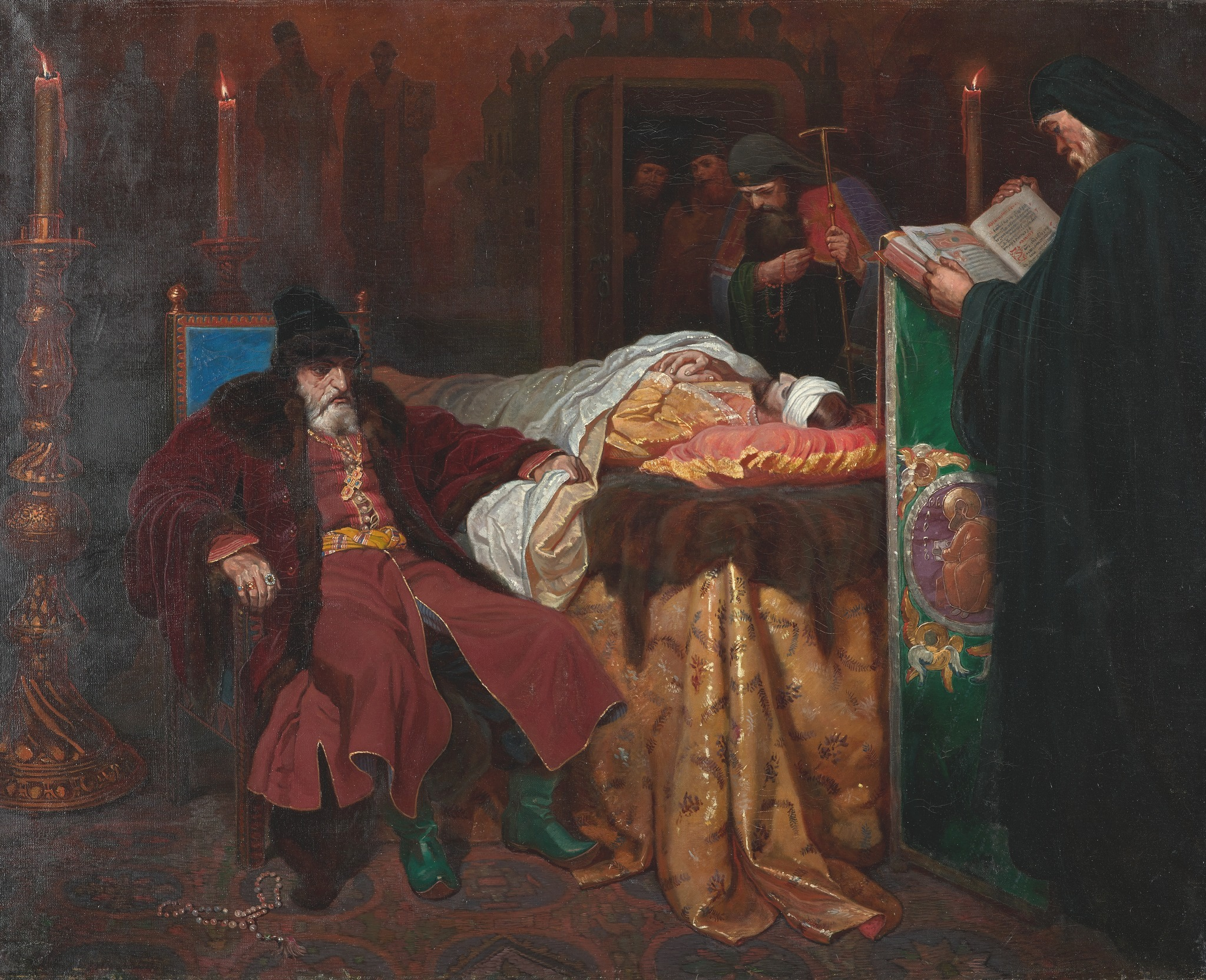
«Иоанн Грозный у тела убитого им сына», (1864), холст, масло — Государственная Третьяковская галерея.

В 1846 году восьмилетний Шварц вместе с матерью переехал в Москву, где продолжал заниматься рисованием под руководством бывшего ученика Московской рисовальной школы С. Щёголева. Способности у мальчика были отличные: С десяти лет он уже хорошо знал французский, немецкий и английский, а впоследствии научился ещё и итальянскому языку.
Ещё в 1847 году Шварц был пожалован в пажи Императорского Двора, но в Пажеский Корпус не поступил, а в 1851 году, когда ему было 13 лет, его свезли в Петербург и отдали сначала в пансион Спешнева, а год спустя — в Императорский Александровский Лицей. Там Шварц успел обратить на себя внимание лицейского учителя рисования Василевского и сделал под его руководством громадные успехи. Вторым его учителем рисования за лицейский период его жизни был А. И. Мещерский (известный пейзажист), с которым он начал пробовать живопись масляными красками. 24 мая 1859 года Шварц был выпущен из Лицея первым и с золотой медалью и в том же году поступил с чином IX класса на службу.
В сентябре 1859 года, с разрешения своего начальства, Шварц поступил вольнослушателем в Петербургский Университет «по части восточных языков» и сразу увлекся лекциями профессора Костомарова по истории, к которой всегда чувствовал склонность.

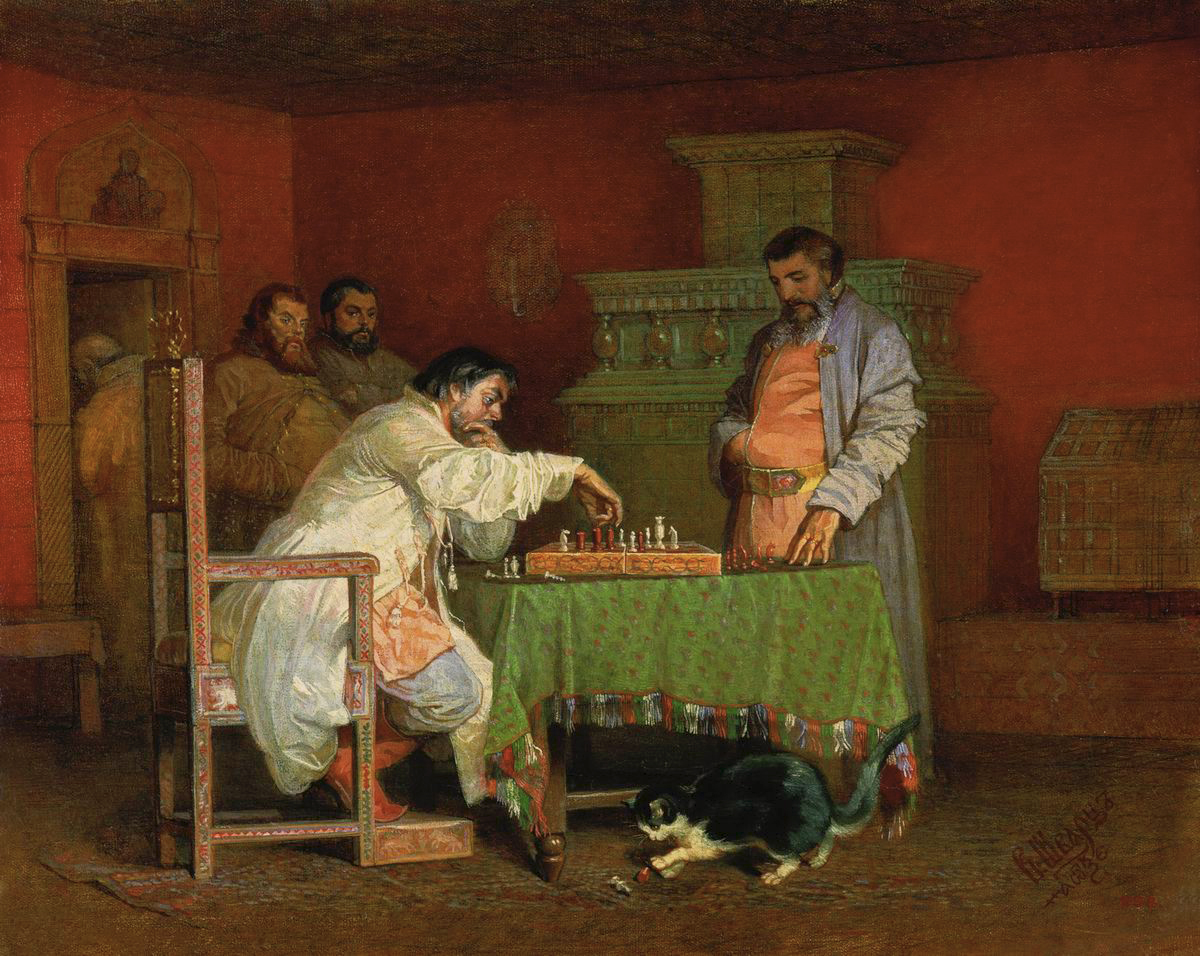
«Сцена из домашней жизни русских царей», (1865), холст, масло — Государственный Русский музей.

Ещё до поступления в Университет Шварц начал заниматься в Академии Художеств и, думал посвятить себя батальной живописи, записался в число учеников профессора Б. П. Виллевальде. Однако, вероятно, благодаря влиянию лекций Костомарова, первыми его крупными работами являются композиции из древнерусской истории. Таковы нарисованный чёрным и белым карандашом картон «Въезд Шуйского и Де ла Гарди в Москву» и «Свидание великого князя Святослава с греческим императором Цимисхием». За последний рисунок Академия 18 декабря 1859 года присудила Шварцу серебряную медаль второго достоинства.
24 мая 1860 года Академия за рисунок «Иоанн Грозный под Казанью» присудила ему ещё одну серебряную медаль, а в начале 1861 года Шварц уехал на полгода за границу. Направившись прежде всего в Берлин, он пробыл здесь четыре месяца и сначала работал под руководством Шютца, а потом занялся исправлением колорита у Шрадера.
В конце июня 1861 года Шварц уехал из Берлина и посетил последовательно Дрезден, Кёльн, Франкфурт-на-Майне и Майнц, после чего возвратился в Россию, привезя с собой очень интересный альбом своих путевых рисунков.
Тотчас по приезде в Петербург Шварц принялся за лучшее своё произведение: «Иоанн Грозный у тела убитого им сына». Картон этот был выставлен им 23 декабря 1861 года на третной экзамен, и 12 января 1862 года Академия присудила ему за него только серебряную медаль, то есть, другими словами, Шварц был смешан с массой других самых ординарных учеников. В эту же зиму Шварц нарисовал громадный (5 аршин ширины и 8 аршин длины) картон «Вальпургиева ночь», на сюжет из «Фауста» Гёте. Вещь эту он задумал ещё в Берлине, и в ней сильно сказалось влияние Каульбаха, символическими и аллегорическими композициями которого Шварц сильно тогда увлекался.
Летом 1862 году Шварц предпринял две серии иллюстраций и сделал пять очень хороших рисунков к «Песне о купце Калашникове» Лермонтова и четыре — к «Князю Серебряному» графа А. Толстого.
Собирался он иллюстрировать ещё «Бунт Стеньки Разина» Костомарова, но этому помешала вторая поездка за границу. Желание видеть художественную Европу побудило его бросить службу, выйти в отставку и предпринять в начале 1863 года эту поездку. Побывав проездом в Лейпциге, Берлине, Дрездене, Франкфурте, Майнце и Кёльне, он основался в Париже. Здесь он работал у известного жанриста-колориста Лефевра (фр. Jules Joseph Lefebvre), посещал мастерскую Конта (фр. Pierre-Charles Comte) и Жерома и делал этюды с натуры как в самом Париже, так и в Фонтенбло и Барбизоне. Из крупных работ в Париже им были сделаны «Николай Угодник» (в рост) и рисунок «Игумен Даниил перед Балдуином I» (для А. С. Норова).

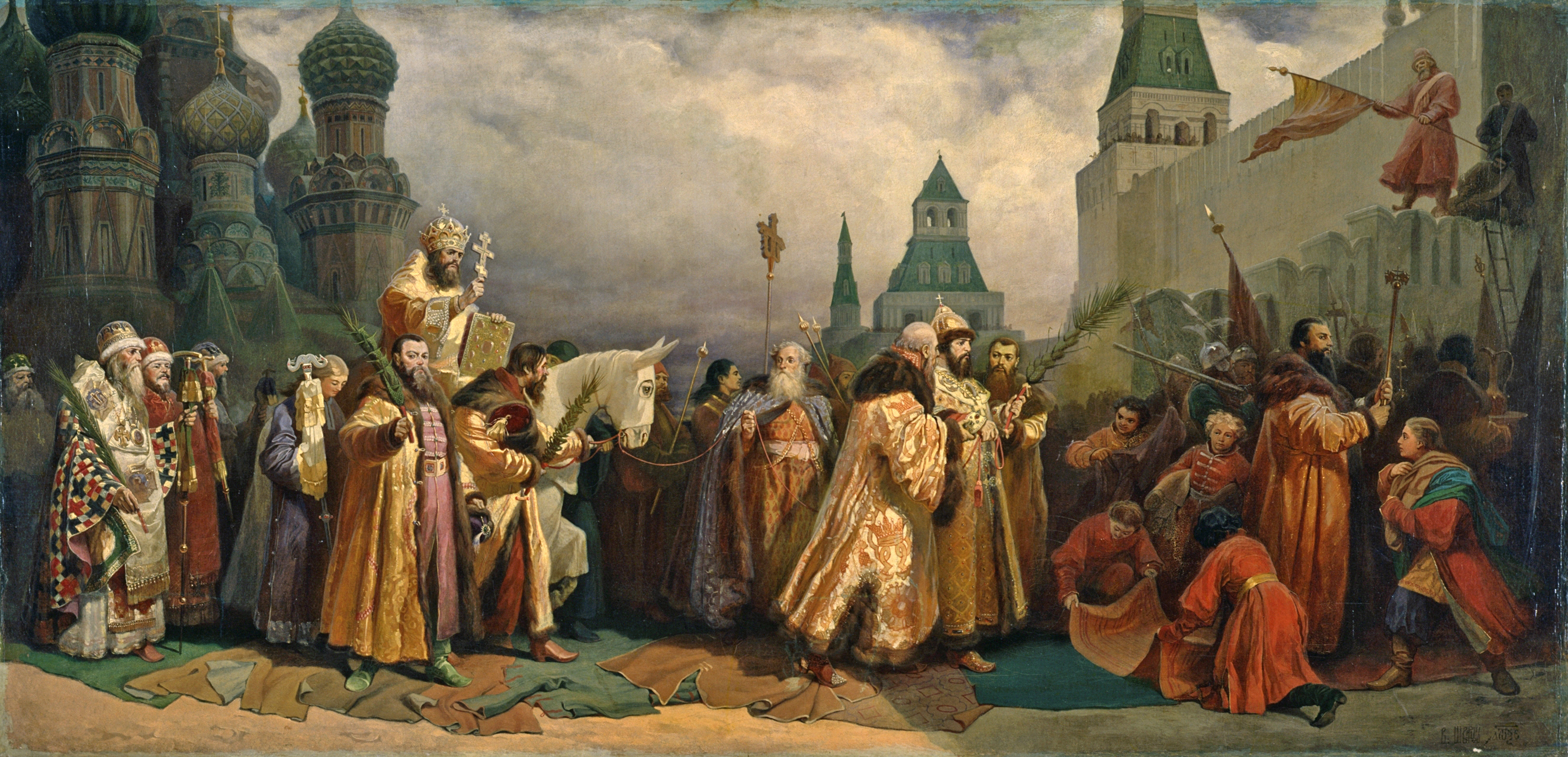
«Вербное Воскресение в Москве при царе Алексее Михайловиче. Шествие патриарха на осляти», (1865), холст, масло — Государственный Русский музей.

Мысль его посетить Италию на этот раз не осуществилась, и весной 1864 года он вернулся в Россию. Поездка эта имела для него громадное значение. По возвращении из Парижа, Шварц провел лето в деревне у отца и написал там картину масляными красками: «Иван Грозный у тела убитого им сына». Вещь эту Академия 24 октября 1864 года премировала второй серебряной медалью, но, сравнительно с картоном 1861 года, картина эта была неудовлетворительна, так как краски были мутны и слабы, и в композиции её было многое изменено к худшему.
Первую половину 1865 года Шварц проводит то в Москве, то в Петербурге, то в деревне в Рязанской губернии, а на осенней академической выставке 1865 года появляется его картина «Вербное Воскресение во времена Алексея Михайловича», и Академия Художеств присуждает ему за неё звание академика исторической живописи, а Русское Археологическое Общество избирает его своим действительным членом.

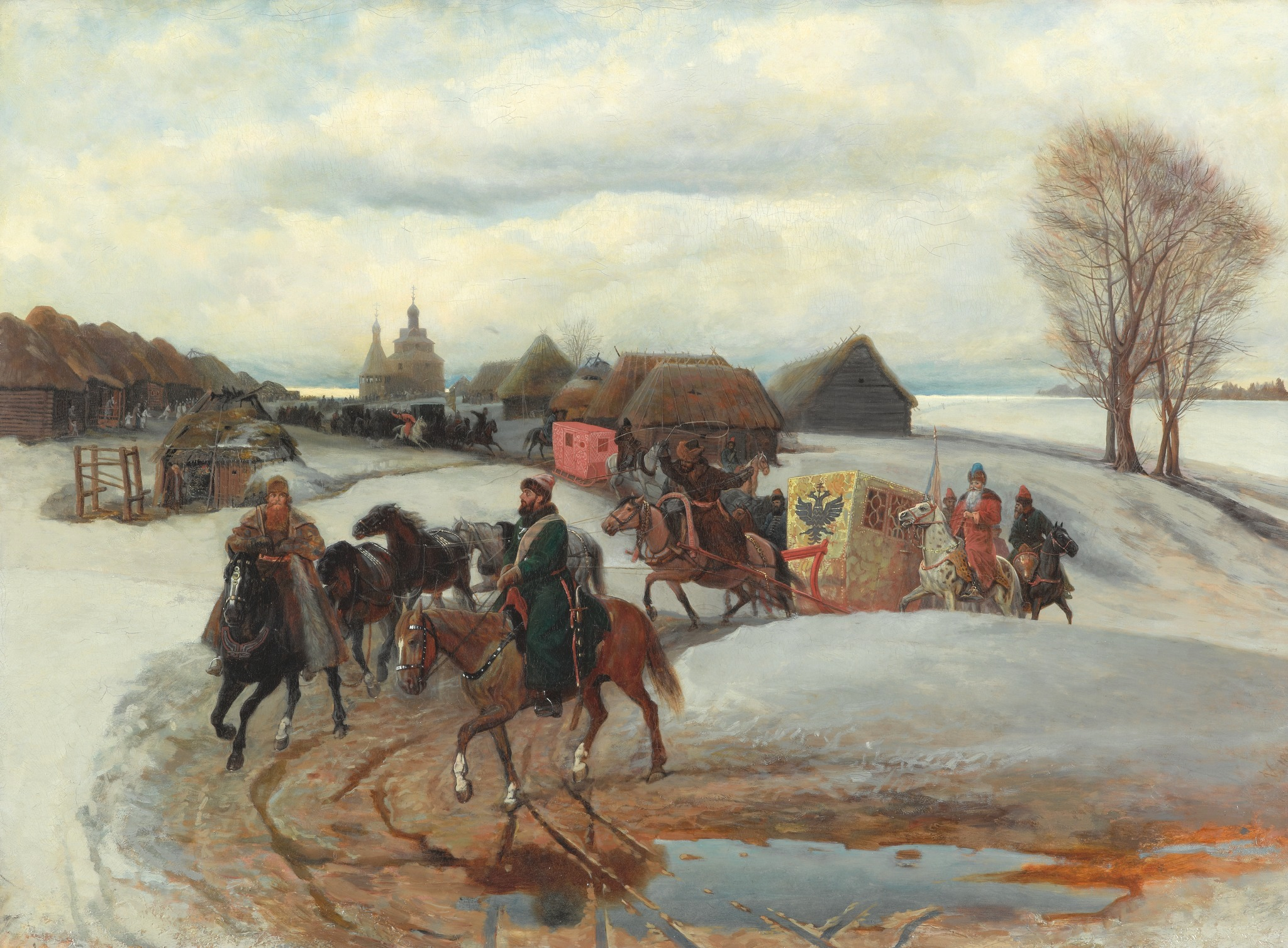
«Вешний поезд царицы на богомолье при царе Алексее Михайловиче», (1868), холст, масло — Государственная Третьяковская галерея.

С осени 1865 года начинается период полной зрелости таланта Шварца. Период этот ознаменован рядом самых значительных его произведений. Тут им написаны «Сцена из домашней жизни русских царей» и «Стрелец XVI века», нарисован «Воевода времен царя Алексея Михайловича». Зимой 1865—1866 года он выполняет рисунки для постановки на Императорской сцене драмы графа А. Толстого: «Смерть Ивана Грозного». В 1866 году он пишет «Схимника», «Русское посольство при дворе германского императора», делает рисунок «Плач Ярославны» и, наконец, зимой 1866—1867 года оканчивает одно из капитальнейших своих произведений: «Посольский приказ в Можайском уезде».
В начале 1867 года Шварц уезжает в третий раз за границу, будучи командирован Академией в Париж для устройства на всемирной выставке художественного отдела России. За распоряжение на выставке он получает здесь две медали, золотую и бронзовую, и орден Почётного Легиона, и, кроме того, международное жюри присуждает ему за его картину «Голштинские послы в посольском приказе» золотую медаль.
В Париже Шварц окончил начатую им ещё в России маленькую картинку: «Патриарх Никон», одно из лучших своих созданий. В Париже же он познакомился с Мейссонье, работал у него и под его влиянием значительно исправил свой колорит.
Осенью 1867 года он ездил из Парижа в Веймар, где пробыл два месяца, принимая участие в постановке на веймарской сцене пьесы «Смерть Иоанна Грозного» графа А. Толстого, а в последних числах декабря 1867 года вернулся в Россию, перенеся перед отъездом из Парижа мучительную болезнь, так называемую «бронзовую» (maladie bronze).
В 1868 году Шварц исполнил два рисунка пером: «Обряд поднесения перчатки на царской соколиной охоте» и «Наречение царской невесты царевной», маленькую картинку: «Гонец XVI века» и летом 1868 года свою последнюю картину: «Вешний царский поезд на богомолье во время Алексия Михайловича».
Академия Художеств нашла в последней картине много достоинств и постановлением от 15 сентября 1868 года дала Шварцу звание своего почетного вольного общника. Во второй половине 1868 года Шварц почувствовал, что здоровье стало ему изменять, а потому, полагая, что деревенский воздух и полное спокойствие помогут ему восстановить силы, отправился в деревню к отцу. Здесь он был выбран в предводители дворянства Щигровского уезда и весьма усердно исполнял эту должность, несмотря на то, что здоровье его все более и более разрушалось. Поехав как-то по делам в Курск, он почувствовал себя очень плохо, и 29 марта 1869 года умер. Тело было перевезено в имение его отца, село Белый Колодезь, Щигровского уезда, Курской губернии, и там похоронено.

## Оценка творчества
Своей десятилетней художественной деятельностью Шварц оставил глубокий след в истории русского искусства. С появлением произведений Шварца наступает период пересоздания русской школы, возникает чисто русское направление. Шварц первый освободился от гнета рутины академического классицизма и, оставляя минувшему прошлому прежние идеалы, создал новые, родные сердцу идеалы русской мысли и создал их во всей их цельности и своеобразности.
Картины и рисунки его не блещут техникой, главное значение их в содержании: в них впервые без романтической идеализации и слащавости, с удивительным чутьем прошедшего и на основании глубокого знакомства с русской археологией, правдиво воспроизведена бытовая допетровская Русь.